# Zlatko Šugman
Zlatko Šugman, slovenski gledališki in filmski igralec, * 28. avgust 1932, Gorišnica, † 16. december 2008, Ljubljana.
Na gledališki oder je stopil že kot otrok v »očetovem teatru« na vasi. Po končani srednji šoli se je vpisal na takratno Akademijo za igralsko umetnost v Ljubljani. Gledališke vloge je igral na odrih Prešernovega gledališča v Kranju, Slovenskega ljudskega gledališča Celje, Slovenskega narodnega gledališča Maribor, in Mestnega gledališča ljubljanskega. Nastopal je tudi v več monodramah, TV nanizankah, TV nadaljevankah, glasbeno zabavnih in mladinskih oddajah ter radijskih igrah za otroke in odrasle, kjer je ustvaril preko dvesto likov. Po njem se imenuje tudi filmski festival, ki se dogaja v njegovem rojstnem kraju Gorišnici. 

## Življenjepis
Zlatkov oče, Daniel Šugman je bil igralec, kar je Zlatka navdušilo nad gledališčem. Do leta 1952 je obiskoval osnovno in srednjo šolo, po končani srednji šoli pa je šolanje do leta 1985 nadaljeval na Akademiji za gledališče, radio, film in televizijo (AGRFT). Po končani univerzi je šolanje nadaljeval v SLG Celje, leta 1961 pa je postal član SNG Drame v Mariboru. Član SNG Drame v Mariboru je bil do konca januarja 1965, 1. februarja 1965 pa je postal nosilec repertoarja Mestnega gledališča Ljubljanskega, kjer je igral do leta 1992.         
23. decembra 1968 je Zlatko dobil svojega prvega sina Jerneja, ki je bil prav tako igralec.

## Gledališke vloge
- sezona 1948/49
  - delo Antona Ingoliča: Likof, (igral je vlogo: Tinča),
- sezona 1955/56
  - delo Vasje Ocvirka: Tretje ležišče, (igral je vlogo: Tineta Kvasa),
  - delo Williama Shakespeara: Othello, (igral je vlogo: Mornarja)
- sezona  1958/59
  - delo Marina Držića: Dundo Maroje, (igral je vlogo: Nika)
  - delo Ben Minoli in Rooy Von: Vilinček z Lune, (igral je vlogo: policaj Milče)
  - delo Williama Shakespeara: Romeo in Julija, (igral je vlogo: Mercuito)
  - delo Karla Wittlingerja: Otroci teme, (igral je vlogo: Olafa)

- sezona 1959/60
  - delo Pavla Golie: Sneguljčica, (igral je vlogo: Viteza)
  - delo R.Reginalda in H.Budjuhna- Dvanajst porotnikov, (igral je vlogo: Bojazljivi)
  - delo Williama Shakespeara: Beneški trgovec, (igral je vlogo: Graziana)
  - delo Johna Patricka: Čajnica na Okinawi, (igral je vlogo: Fisbyja)
  - delo Bratka Krefta: Kranjski komedijanti, (igral je vlogo: Jožefa od Desselbrunera)
  - delo Carla Goldonija: Prebrisana vdova, (igral je vlogo: Arlecchina)
  - delo Herberta Grüna: Kastelka, (igral je vlogo: Spremstvo komisarja)
  - delo Sławomira Mrożka: Policija, (igral je vlogo - Jetnika)
- sezona 1960/61
  - delo Bertolda Brechta: Galileo Galilei, (igral je vlogo: Lodovica Marsilia)
  - delo M.S.Vladimiroviča: Robinzoni in dekleta, (igral je vlogo: asistent režije pri Andreju Hiengu)
  - delo N.S.Graya- Lepotica in zver- (Hokuspokus)
  - delo E.G.O'Neilla- Pesniška duša (igral je vlogo: Paddyja O'Dowda)
  - delo Janeza Žmavca: Rok in Lea (igral je vlogo: Doktorja)
  - delo Branislava Nušiča: Gospa ministrica (igral je vlogo: Pera)
  - delo Williama Shakespeara: Richard II. (igral je vlogo: Edmunda, vojvoda Yorški)
- sezona  1961/62; v SNG Maribor
  - delo Igorja Torkarja: Svetloba sence- (igral je več vlog;Igralec, Marcel, Sik, Švejk, Tomito)
  - delo Slawomira Mrožka: Policija- (igral je 2 vlogi; Provokator, Policijski narednik)
  - delo Molièra: Ljudomrznik (igral je vlogo: Duboisa)
  - delo Bertolda Brechta: Mati korajža in njeni otroci (igral je vlogo: Sireka)
- sezona  1962/63
  - delo Ivana Cankarja: Pohujšanje v dolini šentflorjanski (igral je vlogo: učitelja Šviligoja)
  - delo Miroslava Krleže: Gospoda Glembajevi- (igral je med sodelujočimi)
  - delo Antona Ingoliča: Milica ne sme umreti (igral je vlogo: Kolesarja)
  - delo Kristine Brenkove: Modra vrtnica za princesko (igral je vlogo: Dvornega norčka)
  - delo Frana Žižka: Otroci apokalipse (igral je vlogo: Oliverusa)
  - delo Maksa Frischa: Andora (igral je vlogo: Andria)
  - delo Aristofanesa- Lizistrata (igral je vlogo: Drugi Atenec)
- sezona  1963/64
  - delo Sudarke-Brucknerja: Glinasti voziček- (igal je vloge; Padarja, Meniha, Prosjaka)
  - delo Miroslava Stehlika: Tigrov kožuh (igral je vlogo: Lojzija)
  - delo Ljubiše Djokića: Poprček (igral je vlogo: Grdavsa, uglednega dvorjana)
  - delo Bratka Krefta: Kranjski komedijanti (igral je vlogo: Dr.Fran Repizh)
  - delo Duška Roksandića: Andrea (igral je vlogo: Neznani)
  - delo Williama Sheakespeara: Sen kresne noči (igral je vlogo: Piska)

- sezona  1964/65
  - delo Bertolda Brechta: Dobri človek iz Sečuana (igral je vlogo: Jang Suna]])
  - delo Richarda Nasha: Oglejte si Jaguarja (igral je vlogo: Davea Ricksa)
- sezona  1964/65 - MGL (v tem gledališču je igral naprej neprekinjeno 40 let)
  - delo Franca Werfla: Jacobowsky in polkovnik (igral je vlogo: Jakobowskega)
- sezona  1965/66
  - delo Maksa Frischa: Don Juan ali ljubezen do geometrije (igral je vlogo: Don Juana)
  - delo Miloša Mikelna: Inventura 65
  - delo Muraja Schisgala: Lbezen: (igral je vlogo: Milta Manvilla)
  - delo Georga Bernarda Shawa: Nikoli ne veš (igral je vlogo: Dr.Valentina)
- sezona  1966/67
  - delo Rolfa Hochhuta: Namestnik božji (igral je vlogo: Patra Riccarda Fontana)
  - delo Fridericha Dürrenmata: Meteor (igral je vlogo: Huga Nyffenschwandra)
  - delo Bratka Krefta: Kranjski komedijanti (igral je vlogo: Grofa Hohenwarta)
- sezona  1967/68
  - delo Miloša Mikelna: 2 X 2= 5
  - delo Reneja de Obaldija: Veter v vejah Sasafrasa (igral je vlogo: Williama Butlerja)
  - delo Petra Schafferja: Črna komedija (igral je vlogo: Brindsleja Millerja)
- sezona  1968/69
  - delo Fridericha Dürrenmatta: Prekrščevalci (igral je vlogo: Cesarja Karla V)
  - delo Neila Simona: Zares čuden par (igral je vlogo: Feliksa Ungerja)
  - delo Mire Mihelič: Dan žena (igral je vlogo: Zajca)
  - delo Alana Ayckbourna: Polovične resnice (igral je vlogo: Grega)

- sezona  1969/70
  - delo Mateja Bora: Ples smeti (igral je vlogo: Van Veldena)
- sezona  1970/71
  - delo Eugene Labiche-Žarko Petan-Ervin Fritz: Gospod Evstahij iz Šiške (igral je vlogo: Evstahija)
  - delo Williama Douglasa Houma: Igra v štirih- Kdo dobi (igral je vlogo: Hugha Walforda)
  - delo Giulio Scarnicci-Renzo Tarabusi: Kaviar in mineštra (igral je vlogo: Antonia)
- sezona  1971/72
  - delo Žarka Petana: Raj ni razprodan ali reforma v paradižu (igral je vlogo: Gabrijela)
  - delo Francisa Vebra: Pogodba (igral je vlogo: Francoisa)
- sezona  1972/73
  - delo Alana Ayckbourna: Ljubezen druge polovice (igral je vlogo: Boba Philipsa)
- sezona  1973/74
  - delo Georgesa Feydeaua: Bolha v ušesu (igral je vlogo: Camille Chandebise)
  - delo Noëla Cowarda: Komedija ljubezni (igral je vlogo: Elyota Chaseja)
- sezona  1974/75
  - delo Fadila Hadžića: Naročena komedija (igral je vlogo: Direktorja gledališča)
  - delo Igorja Torkarja: Revizor 74 (igral je vlogo: Sandija Ribiča)
- sezona  1975/76
  - delo Neila Simona: Večna mladeniča (igral je vlogo: Al Levisa)
  - delo Alana Ayckbourna: Samemu ni dobro biti (igral je vlogo: Sidneya)
- sezona  1976/77
  - delo Miloša Mikelna: Zaradi inventure odprto (igral je vlogo: povezovalec)
  - delo Gregorja Strniše: Ljudožerci (igral je vlogo: Petra Pajota)
  - delo Andreja Hienga: Večer ženinov (igral je vlogo: Profesorja)
- sezona  1977/78
  - delo Mirka Zupančiča: Iz take smo snovi kot krajnski komedijanti (igral je vlogo: Režiserja)
  - delo Cvetka Golarja: Vdova Rošlinka (igral je vlogo: Gašperja)
- sezona  1978/79
  - delo Ivana Cankarja: Kralj na Betajnovi (igral je vlogo: Župnika)
- sezona  1979/80
  - delo Matjaža Kmecla: Friderik z Veroniko ali Grof Celjski danes in nikdar več (igral je vlogo: Jošta)
  - delo Fridericha Schillerja: Spletke in ljubezen (igral je vlogo: Predsednika)
- sezona 1980/81
  - delo Ivana Cankarja: Hlapci (igral je vlogo: Župnika)
  - delo Petra Hacksa: Mir (igral je vlogo: Trigaiosa)
- sezona 1981/82
  - delo Milana Dekleve: Sla Boeme (igral je vlogo: Rudolfa)
  - delo Jean Baptiste Poquelin Moliere: Namišljeni bolnik (igral je vlogo: Argana)
- sezona 1982/83
  - delo Dominika Smoleta: Antigona (igral je vlogo: Teiresiasa)
  - delo Arnolda Weskerja: Karitas (igral je vlogo: Mathewa)
- sezona 1983/84
  - delo Georga Bernarda Shawa: Pigmalion (igral je vlogo: Henrija Higginsa)
  - delo Williama Shakespeara: Hamlet (igral je vlogo: Polonija)
- sezona 1984/85
  - delo Alenke Goljevšček: Pod Prešernovo glavo (igral je vlogo: Aleksandra Dimnika)
  - delo Eduarda de Filippa: Umetnost komedije (igral je vlogo: Oresta Campese)
- sezona 1985/86
  - delo Harolda Brighousa: Hobson v škripcih (igral je vlogo: Henrija H.Hobsona)
  - delo Ivana Brešana: Hidrocentrala v suhem dolu (igral je vlogo: Marka Orašarja)
- sezona 1986/87
  - delo Sama Sheparda: Pravi zahod (igral je vlogo: Saula Kimmerja)
- sezona 1987/88
  - delo Williama Shakespeara: Ukročena trmoglavka (igral je vlogo: Baptista)
- sezona 1988/89
  - delo Paula Claudela: Marijino oznanjenje (igral je vlogo: Anne Vercors)
- sezona 1989/90
  - delo Klaus Mann in Arianne Mnouchkine: Mefisto (igral je vlogo: Theophila Sarderja)
  - delo Johna Millington Synga: Junak z zahoda (igral je vlogo: Starega Mahona)
- sezona 1990/91
  - delo Witolda Gombrowica: Ivona princesa Burgundije (igral je vlogo: Kralja Ignaca)
  - delo Davida Mameta: Življenje v teatru (igral je vlogo: Roberta)
- sezona 1992/93
  - delo Antona Pavloviča Čehova: Platonov (igral je vlogo: Porfirija Semjonoviča Glagoljeva)
- sezona 1993/94
  - delo Antona Pavloviča Čehova: Galeb (igral je vlogo: Jevgenija Sergejeviča Dorna)
- sezona 1995/96
  - delo Jeana Jacquesa Bricaira: Dohodnina (igral je vlogo: Fernanda)
- sezona 1996/97
  - delo Bertolda Brechta: Galilejevo življenje (igral je vlogo: Sagreda)
- sezona 1997/98
  - delo Molièra: Tartuffe (igral je vlogo: Orgona)
- sezona 1998/99
  - delo Ivana Cankarja: Pohujšanje v dolini šentflorjanski (igral je vlogo: Župana)

## Vloge v celovečernih filmih
- Tistega lepega dne (1962)
- Ne joči, Peter (1964)
- Po isti poti se ne vračaj (1965)
- Amandus (1966)
- Na klancu (1971)
- Vdovstvo Karoline Žašler (1976)
- Krč (1979)
- Dih (1983)
- Ljubezen nam je vsem v pogubo (1987)
- Živela svoboda (1987)
- Poletje v školjki (1988)
- P. S. (Post scriptum) (1988)
- Decembrski dež (1990)
- Do konca in naprej (1990)

## Nastopi v TV nanizankah
- Dekameron (1971)
- Mali oglasi (1969/71)
- Naša krajevna skupnost (1982) - Frakel

## Nastopi v TV nadaljevankah
- VOS- (leta 1970- v režiji Franca Štiglica)
- Ipavci II.- (leta 1977- v režiji Frana Žižka)
- Poti in stranpoti- (leta 1979- po scenariju Aleksandra Marodiča)
- Ante ali Prispevki za življenjepis A. Jereba 1 in 2 - (leta 1982- v režiji Boža Šprajca)
- Strici so mi povedali- (leta 1984- v režiji Franca Štiglica)
- Ljubezen nam je vsem v pogubo III.- (leta 1988- v režiji Jožeta Galeta)
- Ressel- (leta 1989- v režiji Jiŕija Sequensa)
- Pripovedke iz medenega cvetličnjaka- (leta 1989- v režiji Boža Šprajca)
- Ščuke pa ni- (leta 1994- v režiji Jožeta Babiča)
- Beli konjiček - Moonacre- (leta 1994- v režiji Robina Chrichtona)
- Halgato I.- (leta 1996- v režiji Andreja Mlakarja)

## Nagrade in priznanja za delo v gledališču
- Nagrada Prešernovega sklada (1970)
- Nagrada Sterijinega pozorja (1981)
- Nagrada Zlati smeh (1985)
- Borštnikov prstan (1986)
- Župančičeva nagrada (1988)
- Ježkova nagrada (2001)
- Častni znak svobode Republike Slovenije (2001)
- Prešernova nagrada (2003)